# 林忠恕

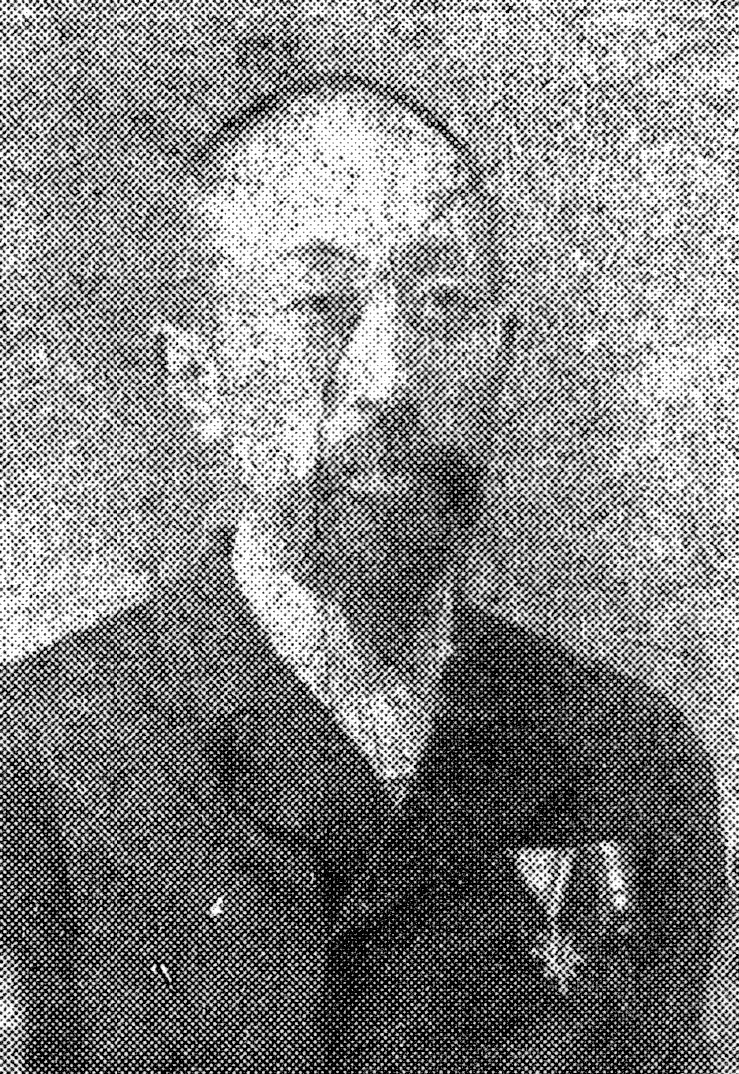
林忠恕

林 忠恕（はやし ただひろ、1835年6月9日（天保6年5月14日） - 1893年（明治26年）3月21日）は、日本の建築家。擬洋風建築の建築技師。三重県出身。
横浜の居留地で西欧人から洋風建築を学び、正式な教育を受けた日本人建築家が本格的に活躍し始めるまでの過渡期、建築家の役割を果たし、いわゆる擬洋風建築を多く手掛けた。

## 経歴
横浜市で大工として居留地の建築に従事し、アメリカの建築家リチャード・ブリジェンスに西洋建築を学ぶ。その後、明治時代初期の中央官公庁営繕を主導した。
1835年（天保6年) 5月14日、伊勢国三重郡吉沢村（現・三重県三重郡菰野町）に生まれる。1865年（慶応元年) 横浜で英国人ドール、米国人プリッジェンスに西洋建築法を学ぶ。1871年（明治4年) 営繕寮雇。1872年（明治5年）横浜税関建築のため出張。1874年（明治7年）工部省製作寮雇。1884年（明治17年）米国博覧会出品調査並びに風害家屋調査。1885年（明治18年）英国博覧会出品に関する調査事務。1886年（明治19年）海軍省、横須賀鎮守府勤務。

## 作品

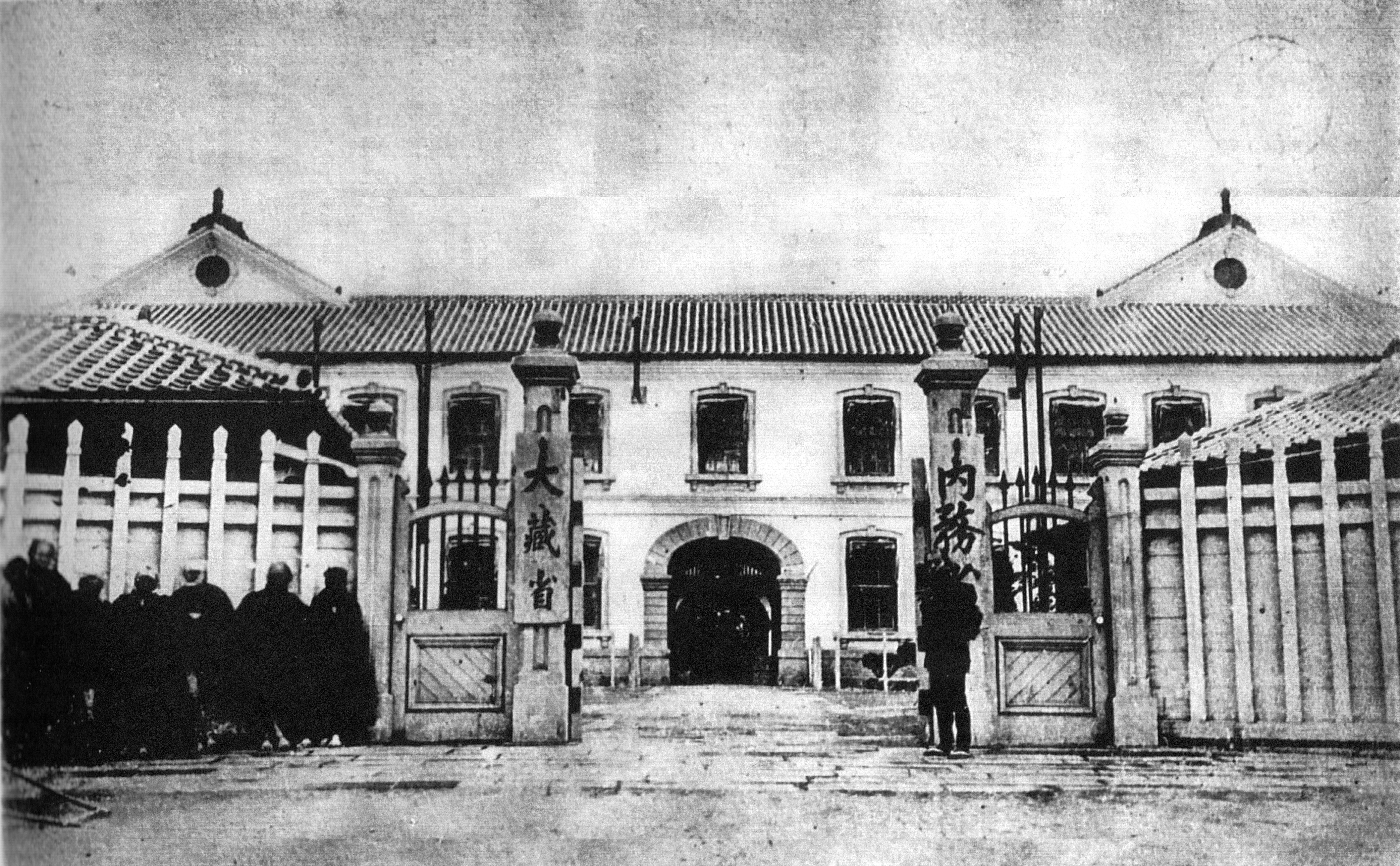
大蔵省
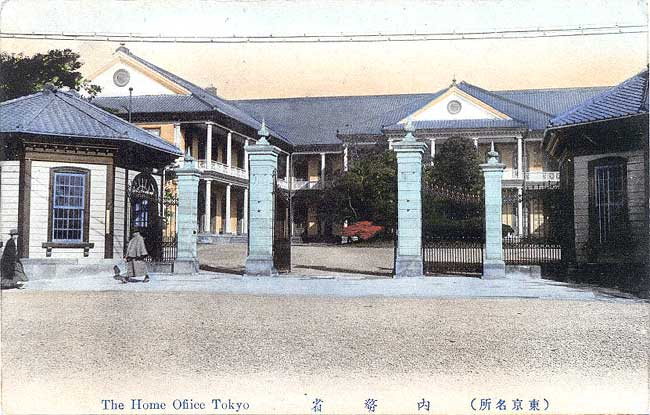
内務省
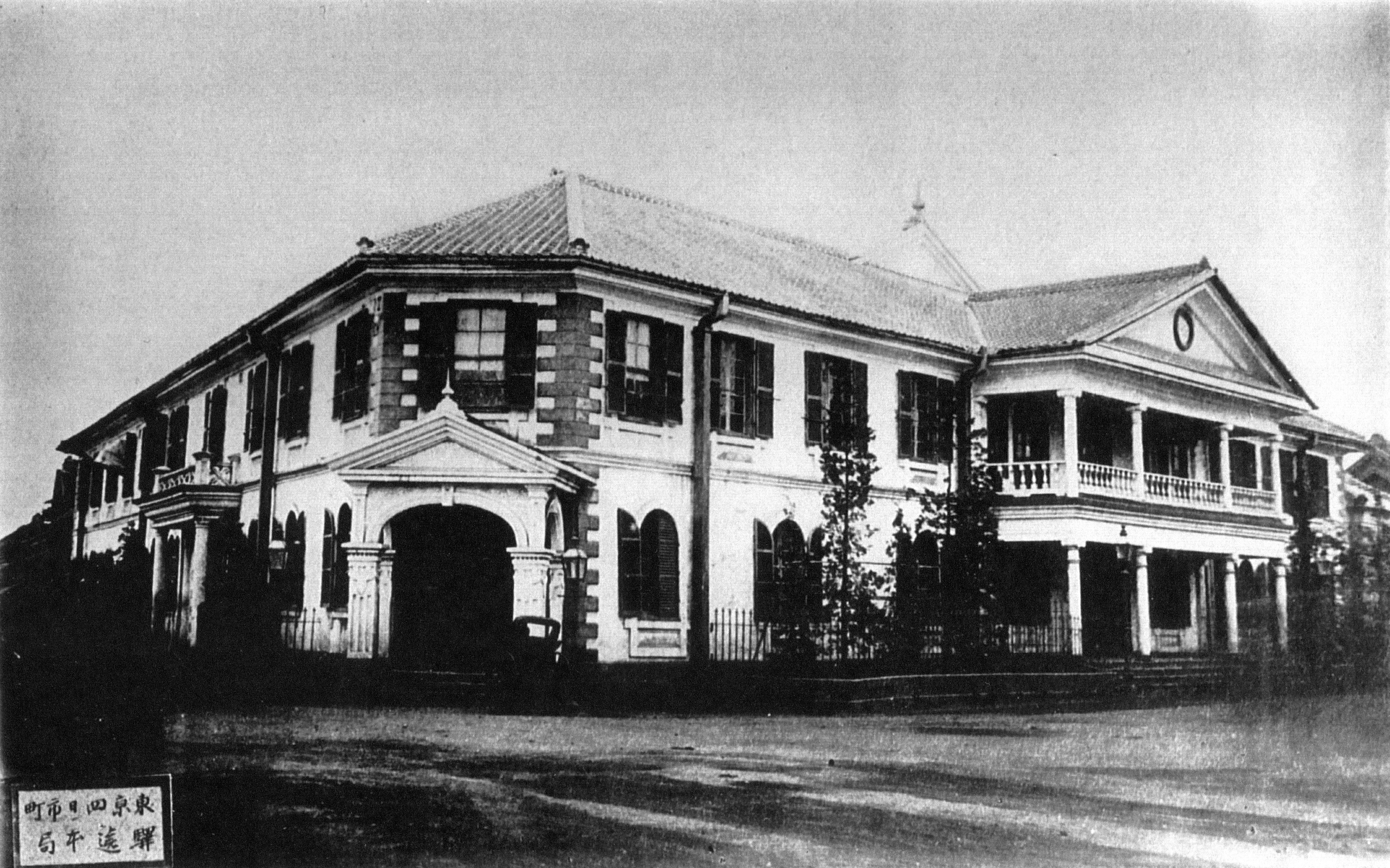
駅逓寮
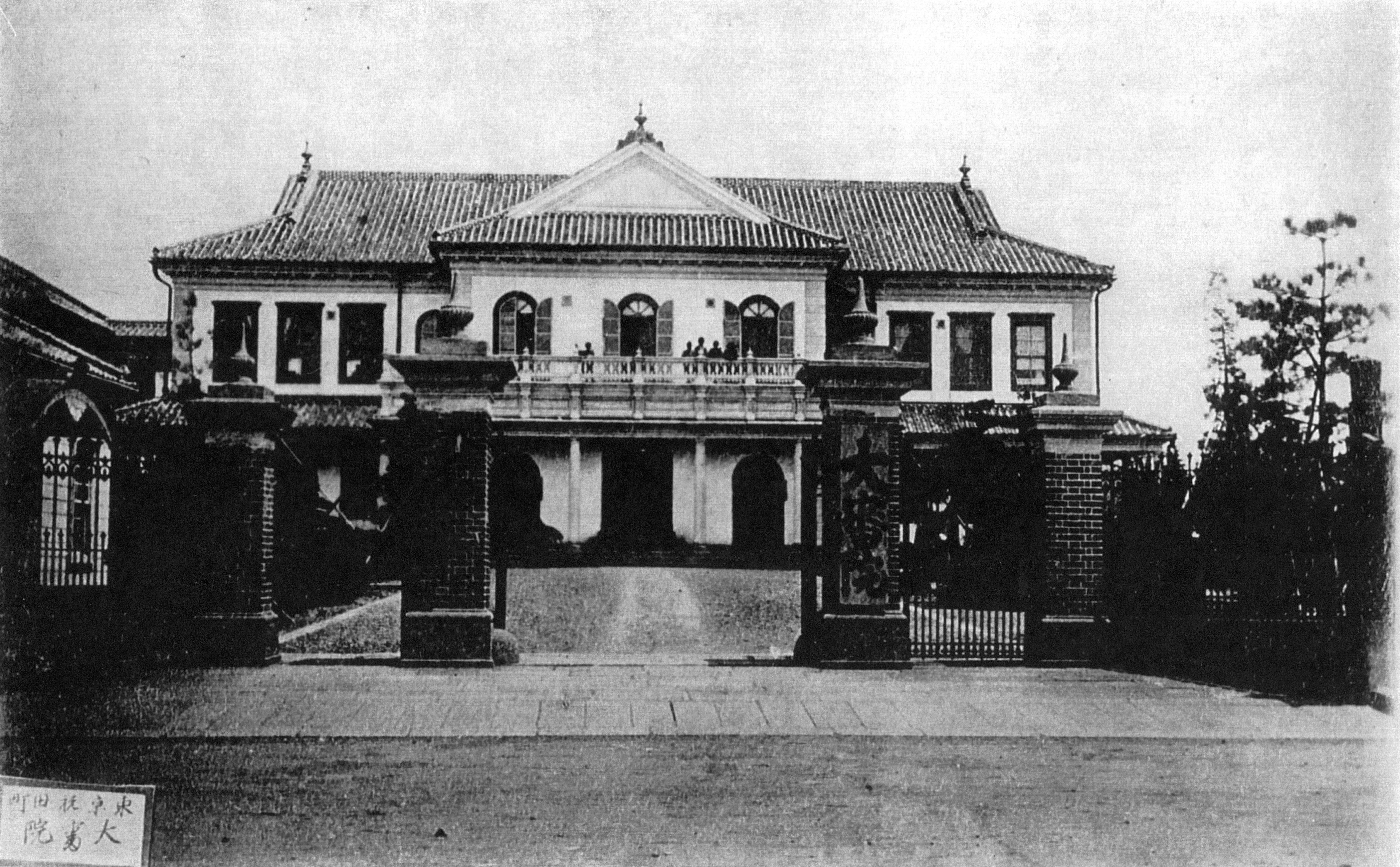
大審院
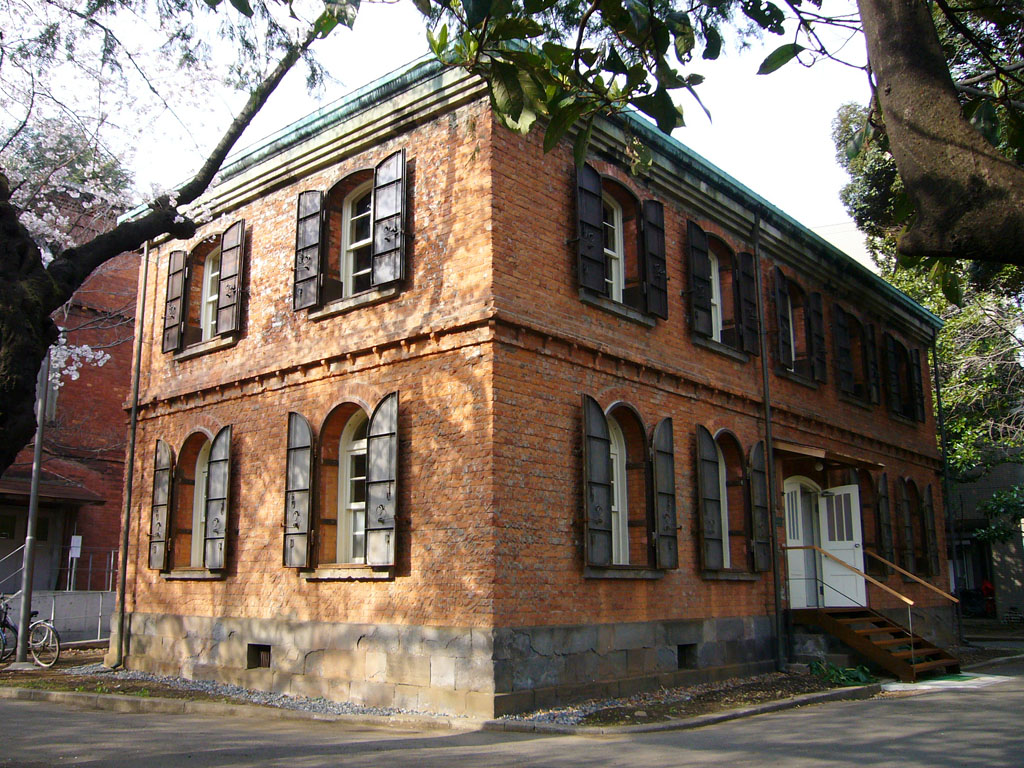
教育博物館書庫

| 名称                          | 年                 | 所在地         | 状態     | 備考                          |
| ----------------------------- | ------------------ | -------------- | -------- | ----------------------------- |
| 大蔵省                        | 1872年（明治5年）  | 東京都千代田区 | 現存せず |                               |
| 内務省                        | 1873年（明治6年）  | 東京都千代田区 | 現存せず | 1875年7月焼失、1876年再建     |
| 神戸東税関役所                | 1873年（明治6年）  | 兵庫県神戸市   | 現存せず |                               |
| 駅逓寮                        | 1874年（明治7年）  | 東京都中央区   | 現存せず |                               |
| 四日市駅逓寮                  | 1874年             |                | 現存せず |                               |
| 横浜郵便役所                  | 1874年             |                |          |                               |
| 品川工作分局硝子製造所        | 1877年             |                |          | 明治村に移築、登録有形文化財  |
| 目黒村駒馬農学校教師館•寄宿舎 | 1877年             |                |          |                               |
| 大審院                        | 1877年（明治10年） | 東京都千代田区 | 現存せず |                               |
| 元老院本庁                    | 1878年             |                |          |                               |
| 東京上等裁判所                | 1878年             |                |          |                               |
| 教育博物館書庫                | 1880年（明治13年） | 東京都台東区   |          | 現・東京芸術大学赤レンガ1号館 |
| 会計検査院                    | 1884年             |                |          |                               |
| 蔵前職工学校                  | 1886年             |                |          |                               |
| 鎮守府庁                      | 1890年             |                |          |                               |

- 大蔵省
- 内務省
- 駅逓寮
- 大審院
- 教育博物館書庫

### 典拠
- 「故海軍技手 林忠恕君略歴」『建築雑誌』80 1893年8月号
- 村松貞次郎「林忠恕」『日本近代建築史ノート : 西洋館を建てた人々』世界書院 1965
- 畔柳武司「エ部省技手林忠恕について」1,2『学会東海支部研究報告』6　1968.6月『学会大会梗概集・計画』1968年10月
- 越野武『日本の建築明治大正昭和』1 三省堂　1979年